# Biskupice (gromada w powiecie radziejowskim)
Biskupice (od 31 XII 1959 Radziejów) – dawna gromada, czyli najmniejsza jednostka podziału terytorialnego Polskiej Rzeczypospolitej Ludowej w latach 1954–1972.
Gromady, z gromadzkimi radami narodowymi (GRN) jako organami władzy najniższego stopnia na wsi, funkcjonowały od reformy reorganizującej administrację wiejską przeprowadzonej jesienią 1954 do momentu ich zniesienia z dniem 1 stycznia 1973, tym samym wypierając organizację gminną w latach 1954–1972.
Gromadę Biskupice z siedzibą GRN w Biskupicach utworzono – jako jedną z 8759 gromad na obszarze Polski – w powiecie aleksandrowskim w woj. bydgoskim, na mocy uchwały nr 24/1 WRN w Bydgoszczy z dnia 5 października 1954. W skład jednostki weszły obszary dotychczasowych gromad Bieganowo, Biskupice, Broniewek, Czołowo, Czołówek, Płowki i Pruchnowo ze zniesionej gminy Radziejów, a także obszar dotychczasowej gromady Opatowice wraz z miejscowościami Stary Radziejów ośrodek folwarczny, Stary Radziejów Jeziorski wieś, Stary Radziejów wieś (część południowa), Andrzejów osada i Wybraństwo wieś z dotychczasowej gromady Stary Radziejów ze zniesionej gminy Bytoń, w tymże powiecie. Dla gromady ustalono 23 członków gromadzkiej rady narodowej.
1 stycznia 1956 gromada weszła w skład nowo utworzonego powiatu radziejowskiego w tymże województwie.
1 stycznia 1958 z gromady Biskupice wyłączono wieś Stary Radziejów, włączając ją do gromady Nowy Dwór w tymże powiecie.
31 grudnia 1959 gromadę Biskupice zniesiono przez przeniesienie siedziby GRN z Biskupic do Radziejowa i zmianę nazwy jednostki na gromada Radziejów.